# Ernst Pfleger
Ernst Pfleger (* 25. Oktober 1947 in Wien) ist ein österreichischer Verkehrswissenschaftler und Politiker (SPÖ). Er ist seit 2004 Abgeordneter zum Wiener Landtag und Mitglied des Wiener Gemeinderats.

## Ausbildung und Beruf
Ernst Pfleger studierte 1967 bis 1972 Kulturtechnik und Wasserwirtschaft an der Universität für Bodenkultur Wien. Des Weiteren studierte er Verkehrsplanung, Statistik und EDV an der Technischen Universität Wien.
Pfleger arbeitete ab 1977 in der Stadtverwaltung Wien im höheren technischen Dienst, war Leiter der MA 46 und Verkehrssicherheitsbeauftragter. Seit 1983 ist Pfleger allgemein beeideter gerichtlicher Sachverständiger für Verkehrssicherheit. Er war an der Einrichtung eines Wiener EDV-Unfall-Abfrage-Systems (Unfalldatenbank) beteiligt und betrieb eine systematische Unfallforschung in Wien.
1988 legte er die Habilitation ab und erhielt einen ständigen Lehrauftrag für Verkehrssicherheit und örtliche Unfallforschung. Er erstellte Verfahren zur Auswertung von Straßenverkehrsunfällen in Österreich und leitet seit 1997 das Ludwig-Boltzmann-Institutes für Verkehrssystemanalyse, interdisziplinäre Unfallforschung und Unfallrekonstruktion, wo er insbesondere in der Blickverhaltensforschung forschte. Zudem leitet er seit 2000 die Fachkommission Verkehr in der Wiener Stadtbaudirektion.

## Politik
Ernst Pfleger engagierte sich zunächst in der Bezirkspolitik, war Stellvertretender Vorsitzender der Jungen Generation in Rudolfsheim-Fünfhaus sowie Sektionsleiter und Stellvertretender Bildungsvorsitzender des Bezirks. Von 1985 bis 2004 wirkte er als Bezirksrat in Rudolfsheim-Fünfhaus, ab 1999 war er zudem Klubobmann. Er ist Vorstandsmitglied der Bezirksorganisation und ist im Bund Sozialdemokratischer Akademikerinnen und Akademiker, Intellektueller, Künstlerinnen und Künstler aktiv. Seit 19. Mai 2004 ist Pfleger Abgeordneter zum Landtag und Gemeinderat. Er ist in der 18. Gesetzgebungsperiode Mitglied im Ausschuss für Umwelt.